# Histoire de la bande dessinée française
L'histoire de la bande dessinée française commence à la fin du XIXe siècle.

## Contexte culturel
En France, à la fin du XVIIIe siècle, on trouve des planches d'images au format vignette imprimées en séries par l’imagerie d'Épinal, séries qui s'inscrivent dans la lignée des publications vendues par colportage via par exemple la Bibliothèque bleue, fascicules populaires très illustrés, dont la diffusion remonte au XVIIe siècle. D’abord imprimées à partir de bois gravées et coloriées au pochoir, elles se présentent généralement sous la forme de dessin pleine page et reprennent des sujets populaires (images pieuses, chanson, comptines, devinettes, histoire de France, etc.) mais l'on voit apparaître également des planches de vignettes comportant un texte explicatif disposé sous la vignette. En 1820, l'un des principaux fondateurs de l'imagerie d'Épinal, Jean-Charles Pellerin, adopte la lithographie et 10 ans plus tard la technique de la chromolithographie de Godefroy Engelmann. Les images « pleine page » prennent rapidement le nom de « chromos », synonyme de couleurs vives, pour nous conter les hauts faits de l'histoire de France. Les pages de vignettes sont les traditionnelles images d'Épinal. Dès qu'elles deviennent des planches composées d'images ayant un enchaînement logique, ce sont enfin des « histoires en images ».
Bien plus tard, des dessinateurs célèbres tels que Caran d'Ache et Benjamin Rabier travaillent pour l’Imagerie d’Épinal. Ces planches, souvent reliées sous forme de livres ou d'albums cartonnés, sont commercialisées par des colporteurs qui assurent leur succès, entre 1870 et 1914 plus de 500 millions de planches sont vendues. Jean-Charles Pellerin fut sans nul doute le créateur des « histoires en images » et un précurseur des maisons d'édition de bande dessinée.
À la fin du XIXe siècle, à la différence des États-Unis où la presse est d’information et familiale, la presse française est une presse d’opinion à destination d’un lectorat adulte et politisé, certains journaux se spécialisent dans le genre satirique faisant largement appel à la caricature à l'exemple de Honoré Daumier dans Le Charivari ou le genre roman populaire avec ses feuilletons souvent illustrés tel Mon Journal dans lequel débute en 1887 Christophe comme illustrateur.

## La création d’une presse enfantine en France

### Les périodiques illustrés
La France est à l’origine d’une presse spécialisée à l’attention d’une clientèle spécifique, les journaux illustrés pour la jeunesse et dans un premier temps de la jeunesse bourgeoise.
La librairie Hachette lance en 1873 Le Journal de la jeunesse et, en 1881, Mon journal. C'est dans ce dernier que Christophe livre le 15 septembre 1887 ses premiers dessins récréatifs : l'« Histoire drolatique de maître Pierre », bande dessinée en deux planches, sans bulles (le texte est imprimé sous chaque case). Et c'est dans Le Journal de la jeunesse qu'il publie au premier semestre 1889 « Une partie de campagne », feuilleton illustré qui met en scène la famille Cornouillet. Tous les éditeurs veulent leur revue illustrée. En 1898 Tallandier fait paraître L’Illustré national et en 1904 Jeudi Jeunesse. Fayard en 1903 propose La Jeunesse illustrée où collabore Benjamin Rabier. Tous ces périodiques illustrés pour la jeunesse comportent des textes accompagnés d'illustrations, mais — excepté l'« Histoire drolatique de maître Pierre » — rien qui s’apparente à la bande dessinée. 

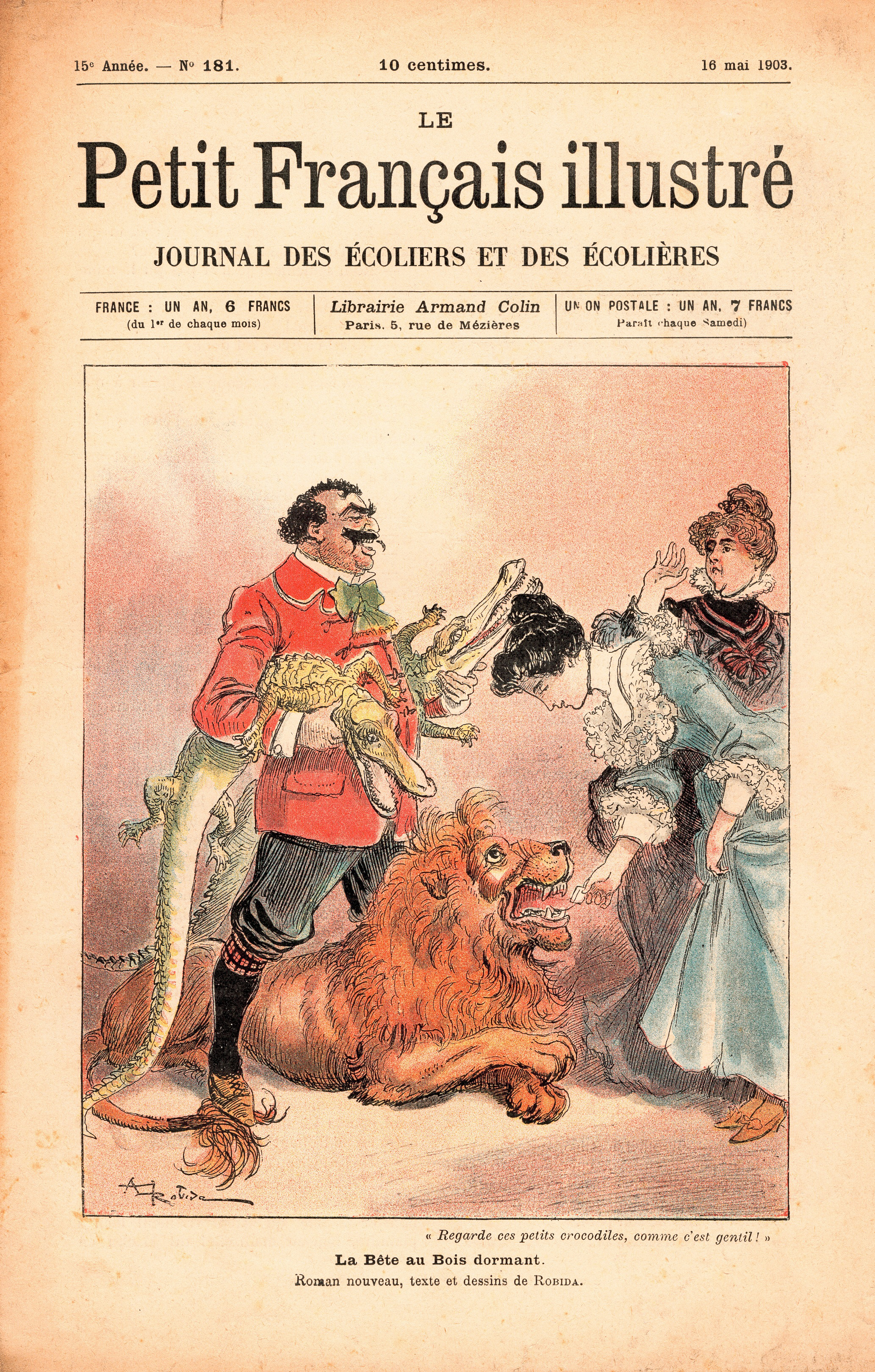
Couverture par Robida, Le Petit Français illustré, 16 mai 1903.

En 1889, l'éditeur Armand Colin lance Le Petit Français illustré : journal des écoliers et des écolières. En août, la famille Cornouillet de Christophe y réapparaît sous le nom de famille Fenouillard, mais plus sous forme de texte illustré : sous forme de bande dessinée. La première aventure de la famille, en cinq planches, la mène visiter l’Exposition universelle qui se tient à Paris cette année-là. Les tribulations de la famille Fenouillard vont ainsi paraître en feuilleton jusqu’en 1893, date à laquelle les éditions Armand Colin les réunissent en album. Christophe sait jouer avec le cadre, ainsi dans la page du « Premier départ », il n’hésite pas à ne montrer qu’une partie de la scène. Monsieur Fenouillard monté sur une chaise inspecte le tableau des départs de train, mais l’habitude du « gaufrier » ne permet pas de cadrer la scène en hauteur. Christophe dessine le haut de la scène dans la case suivante avec comme récitatif « Les dimensions du dessin précédent nous ayant forcé de couper en deux monsieur Fenouillard, cette figure est simplement destinée à montrer la suite de l’excellent négociant aux personnes d’une intelligence bornée et d’une imagination faible. » Christophe est bien le prédécesseur de Fred et Gotlib.
Christophe, de son vrai nom Georges Colomb (il ne dédaignait pas les jeux de mots et les calembours), qui se réclamait de l’influence de Töpffer, avait su faire la synthèse des innovations de ses prédécesseurs. Il enchaîne les images les unes aux autres comme Töpffer, il utilise le gros plan introduit par Busch et il sait faire durer une histoire comme le meilleur feuilletoniste. Pour satisfaire son double public adulte et enfantin, il développe ses histoires sur un double niveau de lecture en utilisant les doubles sens.
Le succès appelant le succès, La Famille Fenouillard sera suivie de 1890 à 1896 par Les Facéties du sapeur Camember qui n'arrive pas à faire disparaître la terre d'un trou dans un autre trou, de 1893 à 1899 par L'Idée fixe du savant Cosinus et sa merveilleuse invention l'Anémélectroreculpédalicoupeventombrosoparacloucycle et de 1893 à 1904 par Les Malices de Plick et Plock. Il commence en 1899 Haut et Puissant Seigneur, baron de Cramoisy qu’il laisse inachevée pour remplir des fonctions académiques. Toutes ses histoires en images sont publiées en album dans un format à l’italienne par Armand Collin à partir de 1903.
Christophe est considéré par les spécialistes de la bande dessinée comme le créateur du genre en France, mais surtout celui qui fait du périodique le support privilégié de la bande dessinée et non l’album même si celui-ci continue d’exister. Mais celui qui introduit en 1905 une nouvelle façon d’éditer la bande dessinée est l’éditeur Gautier-Langereau avec la Semaine de Suzette.
C’est le premier périodique illustré spécialisé à l’attention de la jeunesse et plus précisément des jeunes filles de bonne famille. C’est dans ce journal que paraît dans le no 1 du 2 février 1905 Bécassine dessinée par Joseph Pinchon sur une histoire (on ne dit pas encore scénario) de Caumery qui n’est autre que Maurice Languereau, le neveu de l’éditeur. La légende veut que ce serait la rédactrice du journal qui ait demandé au dernier moment, pour remplir sa pagination, une histoire en images à la mode de Monsieur Christophe. Ces deux auteurs feront vivre 110 aventures à Annaïck Labornez originaire de Clocher-les-Bécasses. Le premier album paraît en 1913, suivi de 26 autres jusqu’en 1939.

### Les «illustrés»
Les cinq frères Offenstadt (Charles, Edmond, Georges, Maurice et Nathan) s’associent pour créer une maison d’édition. Leurs premières productions, destinées à un lectorat adulte, sont plutôt grivoises à l’image du Tombeau des vierges. Après divers essais, ils décident a contrario du courant du moment de viser une clientèle populaire et non bourgeoise. Ils lancent d’abord en 1902 L’Illustré, un périodique appelé à un grand succès vingt ans plus tard sous le nom de Petit illustré. Puis en 1908, ils éditent L’Épatant et, en 1909, Fillette pour concurrencer la Semaine de Suzette. Rebaptisant leur maison d’édition la SPE – Société parisienne d'édition – ils continuent sur leur lancée avec en 1910 L'Intrépide et en 1911 Cri-Cri, sans oublier en 1909 une clientèle spécifique les militaires avec La Vie de garnison. En dix ans les frères Offenstadt sont devenus les premiers éditeurs de périodiques pour la jeunesse populaire. Devant cette avalanche de titres seuls quelques éditeurs « bien pensants », se lancent dans l’aventure. En 1906, La Bonne Presse lance L’Écho de Noël et Le Petit Parisien édite Nos loisirs, en 1910 c’est la parution de Ma récréation, tous ces périodiques visant une clientèle bourgeoise, à la différence de la SPE.

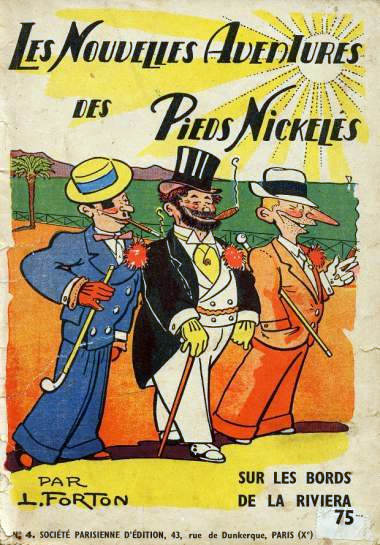
Fascicule des Pieds nickelés de Louis Forton

À Bécassine, petite bonne bretonne aux services de la marquise de Grand’Air pour la jeunesse bourgeoise, les frères Offenstadt vont, dans L’Épatant, opposer Les Pieds Nickelés de Louis Forton pour la clientèle populaire. Le succès de Croquignol, Filochard et Ribouldingue est immédiat, le vocabulaire « populacier », les expressions argotiques, le ton anti-bourgeois et limite anarchisant plaisent à toute la classe populaire adultes et enfants confondus. Il faudra attendre 1965 pour que leurs aventures paraissent en albums. La SPE se contentant de n’éditer leurs aventures complètes qu’en petits fascicules sous couverture papier pendant la Première Guerre mondiale entre 1915 et 1917.
De la même façon, les frères Offenstadt vont opposer à La Semaine de Suzette leur périodique Fillette. Ils vont faire appel à Jo Valle, pour le texte, et à André Vallet, pour le dessin, qui vont créer L’Espiègle Lili. Là encore le succès va être éclatant puisque Fillette est le premier périodique à paraître deux fois par semaine, le jeudi et le dimanche. Valle crée une héroïne qui vieillit avec ses lecteurs, si au début de l’histoire Lili est une gamine dissipée qu’il faut mettre en pension à la fin de l’aventure en 1923, elle se marie avec un aviateur.
Tous ces créateurs vont suivre la même mise en page héritée des images d’Épinal. Par contre Christophe, Forton, Pinchon, Vallet et d’autres savent lier les cases entre elle pour narrer leurs histoires, mais ils choisissent tous, et leurs successeurs pour quelques années encore, de disposer leurs textes, de moins en moins descriptifs, sous les images. C’est un parti-pris clairement assumé car les balloons américains sont bien connus en France. Caran d'Ache les utilise occasionnellement, dès 1886 dans Le Chat noir et l’édition parisienne du New York Herald présente dès 1904 des strips les utilisant abondamment. C’est le périodique familiale Nos loisirs, publiant habituellement des nouvelles illustrées qui utilise le premier des planches américaines issues de The Newlyweds (Les Jeunes Mariés et leur bébé) de George McManus parue originellement en 1905 dans The New York World.

### La presse illustrée
La première bande dessinée française à utiliser uniquement des bulles, n’est pas, contrairement à un savoir populaire, dessinée par Alain Saint-Ogan, mais par Edmond Tapissier sous le pseudonyme de « Rose Candide » : c’est Sam et Sap publiée en 1908 dans le périodique Saint-Nicolas des éditions Delagrave. L’Angleterre connaît en 1919 dans le Daily Mirror sa première bande nationale utilisant uniquement des bulles. Il s’agit de la très célèbre bande dessinée Pip, Squeak and Wilfred de Bertram J. Lamb (texte) et Austin B. Payne (dessin). Elle connaît un grand succès populaire et suscite un des premiers « fans clubs » The Wilfredian league of Gugnuncs.
Ce qui va modifier le paysage européen de la bande dessinée n’est pas le fait d’un périodique illustré pour la jeunesse mais celui d’un quotidien de presse. L'Excelsior est à l'origine d'une double évolution pour ne pas dire révolution, la parution de Bicot (Winnie Winkle) et de Zig et Puce, après avoir fait paraître la première vraie bande dessinée française, en mars 1923, Rigobert chasse le papillon de Naurac.
L'Excelsior, un quotidien pionnier du photojournalisme dès 1910 grâce à Pierre Lafitte, se révèle aussi un pionnier de la bande dessinée. Le nouveau propriétaire du quotidien est Paul Dupuy, fils du directeur du Petit Parisien éditeur de Nos loisirs. Depuis sa reprise du titre en 1917, Paul Dupuy cherche toutes les formules permettant de développer les ventes. En 1923, il achète les droits de publications de Winnie Winkle de Martin Branner au Chicago Tribune and New York News Syndicate. La bande dessinée paraît dans le supplément dominical L’Excelsior Dimanche sur une page intérieure en noir, blanc et rouge. Elle est adaptée au public français, l’héroïne américaine Winnie est remplacée par son jeune frère Perry sous le nom de Bicot. Le succès est rapide et en 1924 le supplément dominical est rebaptisé Dimanche Illustré.
En 1925, c’est Alain Saint-Ogan, illustrateur connu, qui est appelé par Dimanche Illustré. Ainsi nait, en mai 1925 le premier succès de masse de la bande dessinée en Europe, Zig et Puce avec une innovation importante, dans une bande européenne, l’emploi systématique de la bulle. Devant le succès populaire traduit par un abondant courrier des lecteurs la série est pérennisée jusqu’en 1934. Zig et Puce croisent sur leur passage un pingouin du nom d’Alfred qui ne les quitte plus et qui, à l’occasion, leur ravit la vedette. Le succès d’Alfred est tel qu’il est peut-être le premier personnage de bande dessinée à faire l’objet de produits dérivés. Le graphisme de Saint-Ogan se raccroche au style Art déco, son trait précis est clair et lisible, inspirant beaucoup, de son aveu, Hergé.

## Le format vertical
La première bande dessinée verticale a fait son apparition le 16 novembre 1949 ; jusqu'à cette date, les journaux n'avaient publié que des bandes dessinées disposées horizontalement.

## La bande dessinée devient adulte
À partir des années 1990, la bande-dessinée se détache progressivement de l'album d'aventure ou humoristique, et entre dans une nouvelle ère. La fondation en 1990 de l'Association, maison d'édition indépendante fondée par Lewis Trondheim, Killoffer, David B., Jean-Christophe Menu, Mattt Konture, Stanislas Barthélémy et Mokeït, va révolutionner la bande dessinée. Elle voit l'apparition de récits autobiographiques telles que L'ascension du Haut Mal de David B., ou Persepolis de Marjane Satrapi, véritable succès. La fondation de l'Oubapo (Ouvroir de Bandes-dessinées potentielles) va ouvrir la voie à des exercices de style, avec notamment Moins d'un quart de seconde pour vivre de Menu et Trondheim. Ce courant portera le nom de « bande dessinée alternative », « bande dessinée indépendante » ou « nouvelle bande dessinée ».